# Монтвила, Юозас
Юозас Монтвила (лит. Juozas Montvila; 3 января 1885, Мариампольский уезд, Сувалкская губерния — 15 апреля 1912, Северная Атлантика) — литовский католический священник, деятель культуры. Погиб при катастрофе лайнера «Титаник» в 1912 году.

## Биография
Юозас Монтвила родился 3 января 1885 года в деревне Гудине, под городом Мариямполе Сувалкской губернии в семье Казиса Монтвилы и Магдалены, урождённой Каралявичюте. Через два года семья переехала в деревню Нендришкяй, также недалеко от Мариямполе, которая и считается «малой родиной» Юозаса; здесь в 1887—1898 годах родилось его семеро братьев и сестёр. Окончил гимназию в Мариямполе, духовную семинарию в городе Сейны (ныне Польша), служившую в то время важным центром литовской культуры. Рукоположён в сан священника 22 марта 1908 года. Назначен викарием в приход в городе Липск (ныне Польша).
Негласно совершал также богослужения для местных грекокатоликов, в связи с чем царские власти запретили ему любое пастырское служение. Участвовал в издании католического иллюстрированного еженедельника на литовском языке «Šaltinis» («Исток»), ежемесячника «Vadovas» («Руководитель»), предназначенного для священников. Рисовал иллюстрации для выходивших в Вильно книг и газет.
Не имея возможности осуществлять священнические функции в царской России, решил эмигрировать в США, где уже проживали его родственники и имелась крупная литовская диаспора. Для этого выехал в Англию, где приобрёл билет 2-го класса на первый рейс «Титаника» и поднялся на борт в порту Саутгемптон. В момент столкновения «Титаника» с айсбергом находился в судовой библиотеке. По сообщениям выживших очевидцев, он не воспользовался возможностью занять место в спасательной шлюпке, а вместо этого утешал людей, выслушивал тех, кто желал исповедаться. Его тело, если и было найдено, осталось неопознанным.
В 2012 году в деревне Нендришкяй Юозасу Монтвиле был установлен памятник. Звучали предложения начать процесс его канонизации.